# Humo de sílice
El humo de sílice es un subproducto que se origina en la reducción de cuarzo, de elevada pureza, con carbón en hornos eléctricos de arco para la producción de silicio y ferrosilicio. Se utiliza como adiciones para hormigón de alta resistencia.

## Normativa
La EHE establece que se podrá utilizar humo de sílice como adición, en el momento de la fabricación del hormigón, únicamente cuando se utilice cemento tipo CEM I. En estructuras de edificación la cantidad máxima de adiciones no excederá del 10% del peso de cemento. La cantidad mínima de cemento se especifica en EHE 37.3.2. Se podrá utilizar humo de sílice como componente del hormigón pretensado.

### Prescripciones y ensayos del humo de sílice
El humo de sílice no podrá contener elementos perjudiciales en cantidades tales que puedan afectar a la durabilidad del hormigón o causar fenómenos de corrosión de las armaduras. Además, deberán cumplir las especificaciones de acuerdo con la UNE EN 450:95.
Por ser el humo de sílice un subproducto industrial, debe tenerse especial cuidado en comprobar su regularidad, por parte de la Central de hormigonado, mediante el oportuno control de recepción de los diferentes suministros, a fin de comprobar que las posibles variaciones de su composición no afecten al hormigón fabricado.

### Suministro y almacenamiento
El humo de sílice no podrá contener elementos perjudiciales en cantidades tales que puedan afectar a la durabilidad del hormigón o causar fenómenos de corrosión de las armaduras. Además deberá cumplir las siguientes especificaciones:
- Óxido de silicio ≥ 85%
- Cloruros < 0,10%
- Pérdida al fuego < 5%
- Índice de actividad > 100%

Los resultados de los análisis y ensayos previos estarán a disposición de la Dirección de Obra.
Con el humo de sílice suministrado a granel se utilizarán equipos similares a los del cemento, debiendo almacenarse en recipientes y silos impermeables que los protejan de la humedad y de la contaminación, perfectamente identificados para evitar errores de dosificación.